# Салы (Житомирская область)
Са́лы (укр. Сали) — село на Украине, основано в 1644 году, находится в Черняховском районе Житомирской области.
Код КОАТУУ — 1825687001. Население по переписи 2001 года составляет 354 человека. Почтовый индекс — 12310. Телефонный код — 4134. Занимает площадь 2,005 км².

## Адрес местного совета
12310, Житомирская область, Черняховский р-н, с.Салы, пл.Центральная, 3